# Liste der Bischöfe von Saint-Papoul
Die folgenden Personen waren Bischöfe von Saint-Papoul (Frankreich):

## Äbte
- Wilhelm I.
- Raimund I. um 1068 bis 26. Mai 1093
- Geraud I.
- Olric
- Wilhelm II. 1205–1206
- Pierre de Saint-Germain 1209 und 1229
- Bernard I. d’Amilian 1230-um 1240
- Raimund II. d’Authignac 1244 und 1249
- Geraud II. 1250 und 1254 bis 10. April 1255
- Bertrand 1259 und 1273
- Bernard II. de la Tour um 1275–1317

## Bischöfe
- Bernard de la Tour 11. Juli bis 27. Dezember 1317
- Raymond de Mostuèjouls 1317–1329 (vorher Bischof von Saint-Flour, Kardinal 1327, † 1335)
- Guillaume de Cardailhac 1328–1347
- Bernard de Saint-Martial 1348–1361
- Pierre de Cros I., O.S.B 1361–1370
- Bernard de Castelnau, O.S.B 1370–1375
- Pierre de Cros II. 1375–1412
- Jean de La Rochetaillée 1413–1418?
- Jean de Burle 1418–1422 (vorher Bischof von Nizza, danach Bischof von Saint-Flour)
- Raimond Mairose 1424–1426 (vorher Bischof von Castres, Kardinal 1426, † 1427)
- Pierre Soybert 1427–1443
- Raymond de Lupault 1451 bis ca. 1465
- Jean de La Porte 1465–1468
- Denis von Bar 1468–1471
- Clément de Brillac 1472–1495
- Denis von Bar 1495–1510 (2. Mal)
- Karl von Bar 1510–1538
- Giovanni Salviati 1538–1549 (Administrator, Kardinal)
- Bernardo Salviati 1549–1561 (Kardinal)
- Antoine-Marie Salviati 1561–1564 (Kardinal)
- Alexandre de Bardis 1564–1591
- Jean Raimond 1602–1604
- François de Donnadieu 1608–1626
- Louis de Claret 1626–1636
- Bernard Despruets 1636–1655
- Jean de Montpezat de Carbon 1657–1664 (danach Erzbischof von Bourges)
- Joseph de Montpezat de Carbon 1664–1674 (danach Erzbischof von Toulouse)
- François Barthélemy de Grammont 1677–1716
- Gabriel-Florent de Choiseul-Beaupré 1716–1723
- Jean-Charles de Ségur 1724–1735
- Georges Lazare Berger de Charancy 1735–1738
- Daniel Bertrand de Langle 1739–1774
- Guillaume-Joseph D’Abzac de Mayac 1775–1784
- Jean-Baptiste-Marie de Maillé de La Tour-Landry 1784–1801